# Mouriri sagotiana
Mouriri sagotiana är en tvåhjärtbladig växtart som beskrevs av José Jéronimo Triana. Mouriri sagotiana ingår i släktet Mouriri och familjen Melastomataceae.
Artens utbredningsområde är Franska Guyana. Inga underarter finns listade i Catalogue of Life.